# Прапор Нової Зеландії
Прапор Нової Зеландії — один з офіційних символів Нової Зеландії. Офіційно затверджений 24 березня 1904 року. Прапор створений на основі прапора Великої Британії. На прапорі зображені чотири червоні п'ятипроменеві зірки, які символізують географічне положення країни та зображують найяскравіші зорі сузір'я Південного Хреста. Прапор має три кольори: червоного (Pantone 186C), синього (Pantone 280C) та білого. Співвідношення сторін 1:2.
Перший варіант прапора Нової Зеландії, який був заснований на англійському синьому прапорі, прийняли у 1867 році, на підставі «Акту про захист колоніального флоту», який вимагав, щоб усі кораблі, що належать колоніальним урядам, несли синій прапор Королівських військово-морських сил з емблемою колонії. У Нової Зеландії в той період не було колоніальної емблеми або навіть герба, тому на синій прапор просто наклали літери NZ.
Існуючий прапор прийняли у 1869 році. Він спочатку використовувався лише на урядових кораблях, проте став національний прапор де факто на хвилі патріотизму під час другої бурської війни в 1902 році. Щоб припинити неясну ситуацію через різні варіанти прапора, уряд лібералів прийняв постанову про прапор та кодові сигнали, схвалену королем Едуардом VII 24 березня 1902 року, який оголошував цей прапор національним прапором Нової Зеландії.

## Референдум щодо прапора у 2015—2016 рр

Один із варіантів нового державного прапора, який отримав найбільшу підтримку у першому турі референдуму 2015 року

У 2015 році було ініційовано проведення референдуму щодо нового прапора країни (1-й тур референдуму провели 20 листопада — 11 грудня 2015 року).
Волевиявлення більшості учасників референдуму показало, що зображення в чорному, білому і синьому кольорах із ціатеєю сріблястою (вид папороті) в центрі композиції виграло референдум і може стати новим прапором країни.
У березні 2016 року відбулося ще одне голосування, на якому мали або затвердити новий прапор, або вирішити залишитися зі старим. Автором дизайну нового державного прапора став архітектор Кайл Локвуд (англ. Kyle Lockwood). Рішення обрати для країни новий прапор підтримав прем'єр-міністр. За словами пана Кея, нинішній прапор надто схожий на австралійський. До того ж, на його думку, настав час прибрати зі стяга зображення британського прапора. Але виборці відхилили новий проєкт прапора: 56,61 % висловилися за збереження попереднього прапора.